# Быстрецкий сельсовет
Быстре́цкий сельсовет — муниципальное образование со статусом сельского поселения в Тимском районе Курской области.
Административный центр — село Быстрецы.

## История
Статус и границы сельсовета установлены Законом Курской области от 21 октября 2004 года № 48-ЗКО «О муниципальных образованиях Курской области».

## Население
| 2002 | 2010 | 2012 | 2013 | 2014 | 2015 | 2016 |
| ---- | ---- | ---- | ---- | ---- | ---- | ---- |
| 845  | ↘629 | ↘603 | ↘591 | ↘577 | ↘566 | ↘555 |
| 2017 | 2018 | 2019 | 2020 | 2021 |      |      |
| ↘536 | ↘525 | ↘513 | ↘490 | ↗536 |      |      |

## Состав сельского поселения
| № | Населённый пункт | Тип населённого пункта       | Население |
| - | ---------------- | ---------------------------- | --------- |
| 1 | Быстрецы         | село, административный центр | ↘334      |
| 2 | Рогозцы          | село                         | ↘282      |
| 3 | Трубников        | хутор                        | →0        |
| 4 | Чернышевка       | деревня                      | ↘13       |